# Chiesa di San Giuseppe (Scandiano)
La chiesa di San Giuseppe, citata anche come chiesa di San Giuseppe Sposo della Beata Vergine Maria,  è un edificio di culto cattolico situato in via Vallisneri a Scandiano, in provincia di Reggio Emilia. 

## Storia[2]
La chiesa di San Giuseppe fu costruita nella prima metà del XVI secolo fuori dalle mura della Rocca dei Boiardo. In quel luogo esisteva già una piccola cappella officiata alla Confraternita di San Giuseppe.
L'attuale facciata fu disegnata nel 1776 dall'architetto Francesco Iori. Il campanile a pianta rettangolare risale invece al 1759 ed è attribuito al reggiano Bazani. 

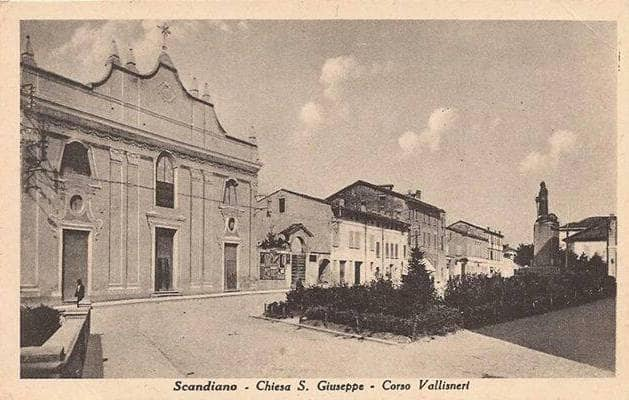
La chiesa in una cartolina d'epoca.

## Architettura[3]
L'interno presenta una sola navata, con la cappella dell'altare maggiore in asse con la facciata. Sopra l'altare maggiore compare un dipinto che raffigura lo sposalizio di San Giuseppe e Maria. Questo risale al 1759 ed è attribuito a Miselli. Vi sono due opere nella cappella del Crocefisso: un tabernacolo in legno attribuito al Cecati (1641-1714) e l'adornamento dell'organo dello scultore Cocconcelli (1704). Quest'ultimo è considerato uno dei più notevoli lavori d'intaglio di intonazione barocca della provincia reggiana.